# Crossostomus fasciatus
Crossostomus fasciatus és una espècie de peix de la família dels zoàrcids i de l'ordre dels perciformes.

## Morfologia
- Els mascles poden assolir 33,5 cm de longitud total.
- Nombre de vèrtebres: 102.[4][5]

## Alimentació
Menja poliquets.

## Hàbitat
És un peix marí, de clima temperat i demersal.

## Distribució geogràfica
Es troba a l'Atlàntic sud-occidental: des de Puerto Deseado (l'Argentina) fins a la Terra del Foc i les Illes Malvines.

## Observacions
És inofensiu per als humans.